# Cry Me a River (bài hát của Justin Timberlake)
"Cry Me a River" là một ca khúc do ca sĩ và người viết nhạc người Mỹ Justin Timberlake thu âm cho album phòng thu đầu tay của anh, Justified (2002). Bài hát do Timberlake và Scott Storch cùng nhà sản xuất Timbaland viết lời, lấy cảm hứng từ mối tình cũ của Timberlake với ca sĩ Britney Spears. Jive Records phát hành đĩa đơn qua đài phát thanh hit đương đại và đài phát thanh rhythmic tại Hoa Kỳ vào ngày 25 tháng 11 năm 2002 làm đĩa đơn thứ hai của album. Kết hợp giữa piano điện, beatbox, ghita,  synthesizer, tiếng riff từ nhạc arabic và bình ca Gregoriano,"Cry Me a River"là một bài hát R&B nói về một người đàn ông đau khổ rời khỏi người bạn gái cuối cùng, người đã lừa dối anh đi với người đàn ông khác.